# A104 (Frankrijk)
De A104 is een snelweg in Frankrijk. Hij vormt samen met de N104 La Francilienne.
De weg begint als een zijtak van de A1 ten zuiden van het vliegveld Charles de Gaulle. Na 40 kilometer sluit de A104 aan op de A4.
Deze weg vormt een stuk van de noordelijke en oostelijke randweg rond de banlieue van de stad Parijs. Het eerste deel van de autosnelweg werd in 1980 geopend. Het westelijke deel van deze 'derde' ringweg ontbreekt vooralsnog.